# 雅柏·貝露琪
雅柏·蓋亞·貝露琪（法語：Alba Gaïa Bellugi；1995年3月5日—），是一位法國女演員，因出演約翰澤維爾·德·萊斯德雷執導的《馬農的三次人生》系列而知名，並曾分別在2015年和2020年主演Canal+電視劇《巴黎情報局》和Netflix電視劇《絕夜逢生》。

## 生平
貝露琪出生於法國巴黎，具丹麥和意大利血統，父親是意裔演員杜喬·貝露琪（Duccio Bellugi），而母親是一名丹麥裔的時裝設計師。貝露琪自十一歲起便因父親在娛樂圈的關係而開始擔任童星，並在十二歲時主演電影《真愛滿行囊》。她隨後為了專注學業而短暫息影，並入讀名校蘇菲亞日耳曼女子高中，畢業後到英國皇家威爾士音樂和戲劇學院留學，主修戲劇藝術。貝露琪於2014年起開始拍攝電視劇，在由約翰澤維爾·德·萊斯德雷執導的《馬農的三次人生》系列中飾演女主角馬農·維達爾（Manon Vidal），其演繹獲得正面評價，並在同年獲聖保羅國際電影節最佳演繹獎提名。貝露琪隨後亦參演了多部電影和電視劇，包括在2015年主演法國Canal+電視劇《巴黎情報局》，以及在2020年主演比利時Netflix電視劇《絕夜逢生》。

## 作品列表

### 電影
| 年份 | 標題             | 角色                | 備註 |
| ---- | ---------------- | ------------------- | ---- |
| 2006 | 真愛滿行囊       | 伊莉莎白（Elisabeth）        |      |
| 2010 | 晚禮服           | 朱麗葉特（Juliette）        |      |
| 2011 | 无法触碰         | 伊麗莎（Elisa）          |      |
| 2012 | 泰芮絲的寂愛人生 | 年輕的特蕾莎（Thérèse）    |      |
| 2014 | 酣歌暢愛         | 蒂莉（Tilly）            |      |
| 2016 | 夢幻的本質       | 米蘭達（Miranda）          |      |
| 2022 | 無情             | 格洛麗亞·巴特爾（Gloria Bartel） |      |

### 電視劇
| 年份      | 標題           | 角色                   | 備註                                       |
| --------- | -------------- | ---------------------- | ------------------------------------------ |
| 2014      | 馬農的三次人生 | 馬農·維達爾（Manon Vidal）        | 主演                                       |
| 2015      | 巴黎情報局     | 普尼·德拜利（Prune Debailly）        | 主演                                       |
| 2017      | 二十歲的馬農   | 馬農·維達爾（Manon Vidal）        | 主演；2014年電視劇《馬農的三次人生》的續作 |
| 2019      | 孤島           | 薩賓（Sabine）               | 主演                                       |
| 2020—至今 | 絕夜逢生       | 伊內斯·梅蘭妮·里奇（Ines Mélanie Ricci） | 主演                                       |
| 2023      | 康科迪亞       |                        |                                            |
| 2023      | 群             | 伊莎貝爾·羅什（Isabelle Roche）      | 客串                                       |

## 外部連結
- 雅柏·貝露琪在互联网电影资料库（IMDb）上的資料（英文）
- 雅柏·貝露琪的Instagram帳戶